# Благодатне (Бердянський район)
Благода́тне — село в Україні, у Чернігівській селищній громаді Бердянського району Запорізької області. Населення становить 100 осіб (1 січня 2015). До 2016 орган місцевого самоврядування — Широкоярська сільська рада.

## Географія
Село Благодатне розташоване на березі пересихаючої річки Курушан, вище за течією на відстані 1,5 км розташоване село Широкий Яр, нижче за течією на відстані 4,5 км розташоване село Гришине. Поруч проходить автомобільна дорога Н30.

## Історія
Засноване у 1862 році німцями-менонітами під назвою Гнаденталь — «благодатна долина». До 1871 року село входило в Молочанський менонітський округ Бердянського повіту. Всього переселилося 30 сімей. Основним заняттям поселенців були скотарство та землеробство. Колонія належала до Гнаденфельдської волості й у другій половині XIX ст. тут у 38 дворах проживало 220 осіб, функціонувало сільське училище. У селі було 30 повних господарств, і 9 малих. Було насаджено дві плантації дерев. Станом на 1906 рік в селі працювала цегельня, кузня та вітровий млин. 
7 (20) листопада 1917 року, відповідно до Третього Універсалу Української Центральної Ради, увійшло до складу Української Народної Республіки.
У результаті більшовицького перевороту та громадянської війни, частину жителів було вбито, частина емігрувала до Америки. «Розкуркуливши» найкращих господарів у селі, створено колгосп ім. Отто Шмідта. У період сталінських репресій репресовано 33 жителі села, усі вони загинули.
Напередодні війни в селі проживало 367, з них 291 — німці. З початком гітлерівсько-сталінської війни все німецьке доросле населення (38 чоловік) було репресовано і відправлено до Сибіру, майже всі вони загинули. Відступаючи гітлерівці спалили майже всі будинки села, а жителів німецької національності забрали з собою. На фронтах воювало 9 жителів села, 4 з них загинули.
Після війни село заселялося жителями навколишніх сіл та переселенцями з різних регіонів України. У 1943 році село перейменоване в Благодатне. У результаті укрупнення у 1950 році місцевий колгосп було об'єднано з широкоярівськими колгоспами. У 1963 році в селі закривають початкову школу, село потрапляє в розряд неперспективних, молодь від'їздить звідси.
12 червня 2020 року, відповідно до Розпорядження Кабінету Міністрів України від  № 713-р «Про визначення адміністративних центрів та затвердження територій територіальних громад Запорізької області», увійшло до складу Чернігівської селищної громади.
17 липня 2020 року після ліквідації Чернігівського району село увійшло до Бердянського району.
Село тимчасово окуповане російськими військами 24 лютого 2022 року.

## Населення
За даними перепису населення 2001 року, у селі мешкало 124 особи. Мовний склад населення був таким:
| Мова       | Число ос. | Відсоток |
| ---------- | --------- | -------- |
| українська | 117       | 95,97    |
| російська  | 4         | 4,03     |